# Вечный огонь (мемориал, Баку)

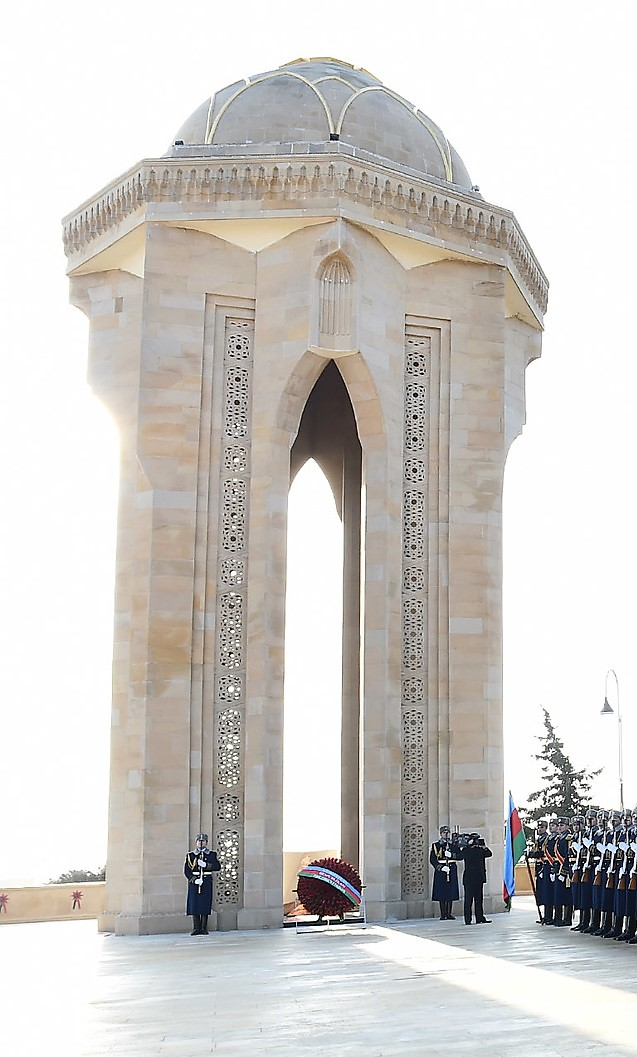

Монумент «Вечный огонь» (азерб. Əbədi Məşəl abidəsi) — памятник в Баку, воздвигнутый на Аллее Шехидов, посвящённый погибшим в кровавой январской трагедии.

## История
Идея создания памятника «Вечный огонь» была впервые предложена в 1994 году.
5 августа 1998 года президент Гейдар Алиев издал распоряжение о сооружении в Баку алтаря «Вечный огонь» на Аллее шахидов. Исполнительная власть города Баку постановила соорудить мемориальный комплекс «Вечный огонь», а кабинет министров выделил 2 миллиарда манат на строительство комплекса.
Торжественное открытие мемориального комплекса состоялось 9 октября 1998 года.

### Монумент
Монумент представляет собой стоящую на 8-ми конечной звезде усыпальницу (тюрбе), увенчанную стеклянным куполом цвета золота. Светящийся в ночном небе стеклянный золотой купол олицетворяет витающий над городом священный дух шехидов, отдавших жизни за независимость Азербайджана.